# 리브컴 어워드
리브컴 어워드에 대해 설명한다.

## 공식명칭
- The International Awards for Liveable Communities[대표(위원장): Alan smith]

## 시상목적
- The Livcom Awards는 지역사회의 환경관리와 살고싶은 도시 만들기에 대한 경쟁으로 지역사회의 삶의 질을 증진시키기 위함.
- Livcom 수상식의 참여는 지역사회가 국제적 모습으로 발전하게 되는 계기가 되는 것은 물론, 세계 다른 지역들로부터 최고의 환경과 도시경관 관리, 전통유산 관리, 지역사회 능력강화와 선진계획 실행 노하우를 배울 수 있는 계기가 됨.

## 설립일
- 1997년에 설립되어 UN 환경 프로그램에 의해 승인됨.

## 개최기간
- 매년 10.1～11.30 기간 중 4박 5일

## 순천시수상분야
도시상 부문에서 대한민국에서 처음으로 2등인 은상을 수상하는 영예를 안았다.

## 송파구수상분야
4개 분야 중 1개 동상(Whole city Award)
| 모집단 | 평균주간인구    | 비 고                                                      |
| ------ | --------------- | ---------------------------------------------------------- |
| A조    | 최대 20,000까지 |                                                            |
| B조    | 20,001-75,000   |                                                            |
| C조    | 75,001-150,000  |                                                            |
| D조    | 150,001-400,000 | 전남 순천시[2등 은상(2010)], 송파구해당 [3등 동상 (2009)]  |
| E조    | 400,000 초과    | 경기 용인시[2등 은상(2021) 및 시민참여부문 Criteria Award] |

※기타분야(3개) Project Award, Bursary Award, Personal Award

## 심사 부문: 6개
1. Enhancement of the Landscape (도시경관 증진)
2. Heritage Management (문화유산 관리)
3. Community Sustainability (지역사회의 지속 가능성)
4. Environmentally Sensitive Practice (환경적으로 섬세한 실천)
5. Healthy Life style (건강한 생활양식)
6. Planning for the Future (미래로의 계획)

## 최근 개최도시
- 2008: 중국, 동관
- 2009: 체코, 필센